# Riogordo
Riogordo is een gemeente in de Spaanse provincie Málaga in de regio Andalusië met een oppervlakte van 40 km². In 2007 telde Riogordo 3052 inwoners.